# Carmelo Psaila

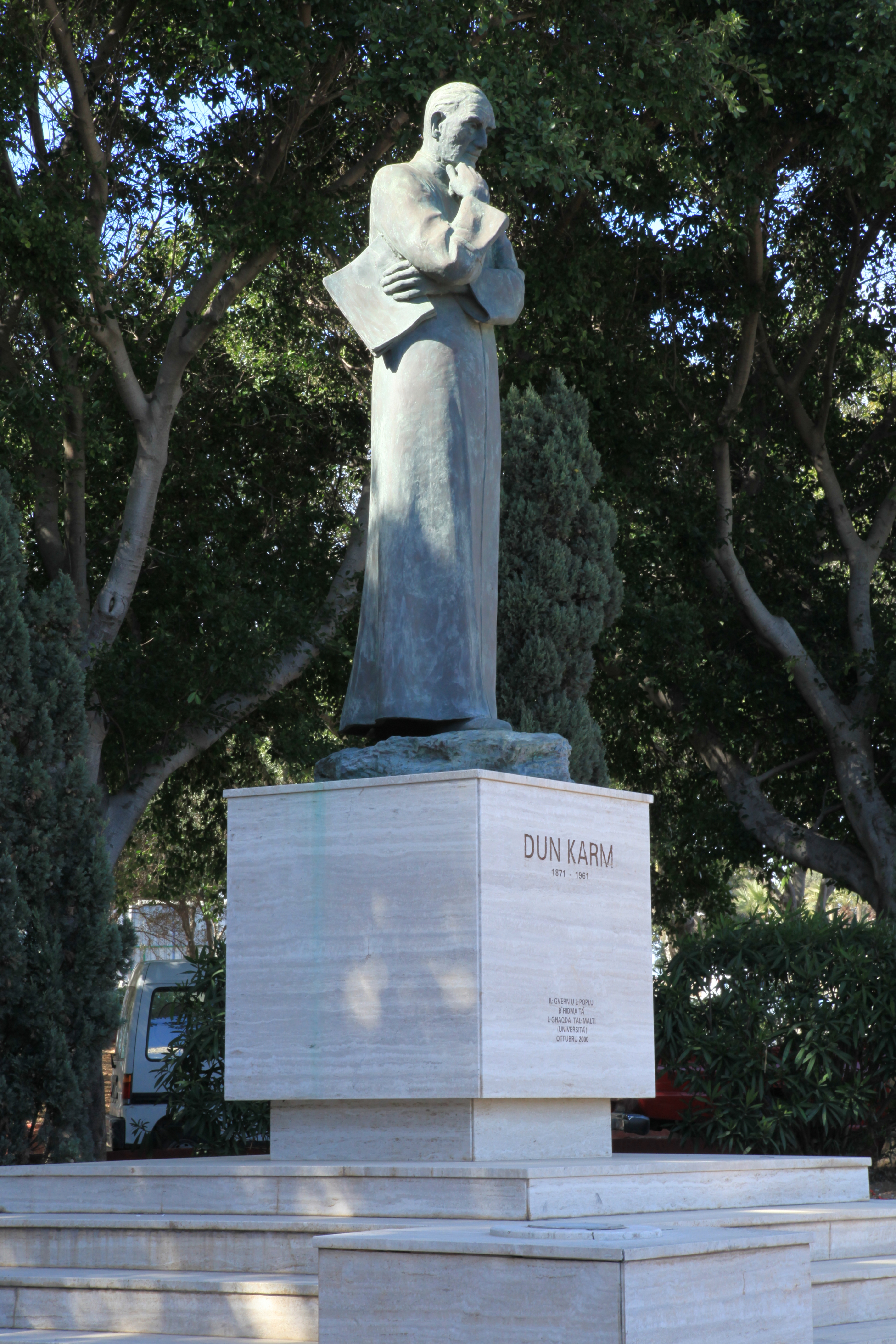
Monumento en Floriana

Monseñor Carmelo Psaila, Dun Karm Psaila (Żebbuġ, 18 de octubre  de 1871 – La Valetta, 13 de octubre de 1961) fue un presbítero, poeta y esperantista maltés autor del himno nacional de Malta L-Innu Malti y considerado por los malteses como Pater Patriae.
Frecuentó el seminario entre 1885 y 1894, estudiando después filosofía y teología en la Universidad de Malta 1888 y 1890. 
Ordinado sacerdote en 1894, entre 1895 y 1921 enseñó en el seminario varias asignaturas: aritmética, cosmografía, geografía, latín, italiano, inglés, hisotoria eclesiástica y arqueología cristiana. Desde 1921 fue miembro de la Biblioteca nacional de Malta y luego se ocupó de temas lingüísticos como divulgar la lengua maltesa. Tradujo al inglés a Mikiel Anton Vassalli, e Isabel II lo condecoró con la Orden del Imperio Británico en 1964.
Hasta 1912 solo publicó en italiano, entre estos versos suyos encontramos: La Dignità Episcopale (1889), Foglie d'Alloro (1896), Versi (1903) 